# Joel Edgerton
Joel Edgerton  (Blacktown, Nova Gales do Sul, 23 de Junho de 1974) é um ator australiano.

## Filmografia parcial
- 2022 - Thirteen Lives
- 2019 - O Rei, original Netflix
- 2017 - Bright
- 2016 - Loving
- 2016 - Midnight Special
- 2015 - The Gift
- 2015 - Black
- 2015 - Crime Alliance
- 2015 - Jane got a gun
- 2014 - Exodus: Gods and Kings
- 2013 - The Great Gatsby
- 2013 - Segredos de um crime (Felony)
- 2012 - A Hora Mais Escura (Zero Dark Thirty)
- 2012 - A Estranha Vida de Timothy Green (The Odd Life of Timothy Green)
- 2011 - Guerreiro (Warrior)
- 2011 - A Coisa (The Thing)
- 2010 - A Lenda dos Guardiões (Legend of the Guardians: The Owls of Ga'Hoole)
- 2010 - Reino Animal (Animal Kingdom)
- 2008 - $9,99 ($9.99)
- 2008 - Caçada Sinistra (Acolytes)
- 2007 - Reféns do Mal (Whisper)
- 2006 - A Última Cartada (Smokin' Aces)
- 2006 - À Espera da Felicidade (Open Window)
- 2005 - Kinky Boots - Fábrica de Sonhos (Kinky Boots)
- 2005 - Star Wars: Episódio III - A Vingança dos Sith (Star Wars: Episode III - Revenge of the Sith)
- 2004 - Rei Arthur (King Arthur)
- 2003 - Ned Kelly
- 2002 - Star Wars: Episódio 2 - Ataque dos Clones (Star Wars: Episode II - Attack of the Clones)
- 1996 - Corrida Rumo ao Sol (Race the Sun)